# Cerebros Exprimidos
Cerebros Exprimidos foren un grup mallorquí de hardcore punk. Sorgiren a principis de 1985. La seva música és influència del punk i del hardcore estatunidenc, de grups com Black Flag, Poison Idea, Dead Boys, Minor Threat, Dead Kennedys o Slaughter & the Dogs.

## Història
L'any 1986 participaren en el «VI Concurs Pop Rock Palma» i malgrat van ser criticats de "massa renouers" guanyaren el segon premi. Gravaren les seves primeres maquetes el 1987 i 1988, i foren reeditades en el cassette Exprímelo Demos (1989).
El debut arribà el 1989, de la mà de Romilar D, casa discogràfica amb la que editaren un mini-LP: Cerebros Exprimidos. Van fitxar per Munster Records amb qui publicaren Más suicidios!!! (1990) i Bonzomanía (1991), a més del ja mencionat Exprímelo demos. Fou aleshores quan diferents segells dels Estats Units com Sympathy for the Records Industry (SFTRI) o Grita! s'interessaren per ells, publicant àlbums amb el seu nom anglosaxó: Squeezed Brains. Així, SFTRI va editar en el single Another Day. Gravaren Kill the Pope en anglès, que en principi havia d'editar-se per SFTRI, però degut a alguns problemes amb el segell ho acabaren definitivament amb Munster. Regravaren alguns temes en castellà per incloure'ls dins Demencia (1995).
El seu disc Demencia fou produït per SPOT, qui havia treballat amb grups de l'escena punk i hardcore com Black Flag, Misfits, Hüsker Dü o Minutemen. L'any 2004 la revista musical Todas las Novedades, en el seu número 128 publicà un dossier especial dedicat al «Punk ibèric». L'àlbum fou editat l'any 1996 als Estats Units per Grita! Records.
En 1998 publicaren el seu darrer LP, Cerebrator i anunciaren la seva dissolució.
L'any 2001 el baixista 'Cañete' va morir en un accident de tràfic. A Palma es va realitzar el «Catipilar Fantastic Festival» com a homenatge. Actuaren entre d'altres, Diabéticas Aceleradas, Caníbales, Bad Taste, Electric Bananas, Wipe Out Skaters, Cerebros Exprimidos (que es va reagrupar expressament pel festival) o Fucking Babies (el darrer projecte musical de Cañete).
Simultàniament amb la seva trajectòria com a guitarra dels Cerebros Exprimidos, Juanmi Bosch va tocar també amb Los Turkos, Síndrome de Estokolmo i GLOW. Després de la dissolució de Cerebros, Juanmi es va incorporar a la formació de Cannibales, i més tard a Mostros, banda amb tres discs publicats a la qual pertanyia com a guitarrista fins avui. Paral·lelament Jaime Triay va gravar una maqueta de 8 temes amb el grup Chirri Kebab.

## Membres
- Jaime Triay: veu
- Juanmi Bosch: guitarra
- Juan Pedro, Joan Miguel Pieras, «Cañete»: baix
- Tino Font, «Churu» Tenreiro, Sergio Prior:  bateries.

## Discografia

### Àlbums
- Cerebros Exprimidos (Romilar D, 1989).
- Exprímelo demos (Munster, 1989). Cassette inclou les maquetes.
- Más suicidios!!! (Munster, 1990).
- Bonzomanía (Munster, 1991).
- 1987-1992. Complete Studio Recordings (Munster, 1993). Recopilatori dels seus tres primers àlbums complets.
- Demencia (Munster, 1995). Editat l'any 1996 als Estats Units per Grita! Records.
- Cerebrator (Munster, 1998).

### Singles i EPs
- Another Day  (SFTRI, 1990). Publicat com a Squeezed Brains.
- Ritual (senzill (Munster, 1991).
- Kill the Pope (Munster, 1992). EP de 7 cançons en format doble 7".
- Romper la red (Munster, 1995).
- Fuck war (Munster, 1997).

### Participacions a recopilatoris
- «Gritos en la noche» a The Munster Dance Hall favorites Vol. II (Muster, 1989).
- «Arrepiéntete» a Blood & R'N'R (Subterfuge, 1990).
- «Skatin' Dee Dee» a The Surf & Skate Riot Vol. 1 (Munster, 1990).
- «Pennies from Heaven» a El Garito Café Vol. 1 (El Garito Café, 1991)..
- «Dragon Lady» en el disc de tribut a The Germs Strange Notes! (Bitzcore, 1995).
- «Good morning, good morning» a Bosnia Vive. (Malafama, 1997).

### Splits
- Cerebros Exprimidos/Wipe Out Skaters (Roto, 1990). 7".
- Cerebros Exprimidos/The Pleasure Fuckers (Roto, 1996). 7".